# Langå Kommune
Langå Kommune i Århus Amt blev dannet ved kommunalreformen i 1970. Ved strukturreformen i 2007 blev den delt. Sognene Granslev, Houlbjerg og Laurbjerg indgik i Favrskov Kommune sammen med Hadsten Kommune, Hammel Kommune, Hinnerup Kommune og Hvorslev Kommune. De øvrige sogne blev indlemmet i Randers Kommune sammen med Nørhald Kommune, Purhus Kommune, den vestlige halvdel af Sønderhald Kommune og Havndal-området i Mariager Kommune.

## Tidligere kommuner
Langå Kommune blev dannet ved sammenlægning af 3 sognekommuner:
| Kommune                         | Folketal 1. januar 1970 | Byer                   |
| ------------------------------- | ----------------------- | ---------------------- |
| Houlbjerg-Granslev              | 1.224                   | Houlbjerg              |
| Værum-Ørum                      | 1.036                   | Værum                  |
| Øster Velling-Helstrup-Grensten | 1.518                   | Helstrup og Stevnstrup |
| I alt                           | 3.778                   |                        |

Hertil kom 3 enkeltsogne:
- Laurbjerg-Lerbjerg sognekommune med 1.082 indbyggere blev delt, så Laurbjerg Sogn med byen Laurbjerg kom til Langå Kommune, mens Lerbjerg Sogn kom til Hadsten Kommune.
- Langå-Torup-Sønder Vinge sognekommune med 3.244 indbyggere blev delt, så Langå Sogn med byen Langå og Torup Sogn kom til Langå Kommune, mens Sønder Vinge Sogn kom til Hvorslev Kommune.

## Sogne
Langå Kommune bestod af følgende sogne:
- Granslev Sogn (Houlbjerg Herred)
- Grensten Sogn (Middelsom Herred)
- Helstrup Sogn (Middelsom Herred)
- Houlbjerg Sogn (Houlbjerg Herred)
- Langå Sogn (Middelsom Herred)
- Laurbjerg Sogn (Galten Herred)
- Torup Sogn (Middelsom Herred)
- Værum Sogn (Galten Herred)
- Ørum Sogn (Galten Herred)
- Øster Velling Sogn (Middelsom Herred)

## Borgmestre[3]
| Navn                    | Parti             | Periode   |
| ----------------------- | ----------------- | --------- |
| Arnold Daugaard         | Venstre           | 1970-1971 |
| Kurt Holting            | Socialdemokratiet | 1971-1979 |
| Leon Laursen            | Socialdemokratiet | 1979-1982 |
| Mette Langer            | Venstre           | 1982-1988 |
| Niels Mørup             | Venstre           | 1988-1990 |
| Kaj Møldrup Christensen | Socialdemokratiet | 1990-2002 |
| Hanne Nielsen           | Socialdemokratiet | 2002-2006 |